# 皮拉加尔德
皮拉加尔德（法語：Puylagarde，法語發音：[pɥilaɡaʁd]）是法国奥克西塔尼大区塔恩-加龙省的一个市镇，属于蒙托邦区。

## 地理
皮拉加尔德（44°17'45"N, 1°50'20"E）面积23.14 平方千米，位于法国奧克西塔尼大區塔恩-加龙省，该省份为法国西南部内陆省份，北起顺时针与洛特省、阿韦龙省、塔恩省、上加龙省、热尔省和洛特-加龙省接壤。
与皮拉加尔德接壤的市镇（或旧市镇、城区）包括：马尔谢勒、瓦尤尔勒、拉拉米耶尔、维达亚克、拉卡佩勒利夫龙、洛兹、圣普罗热。

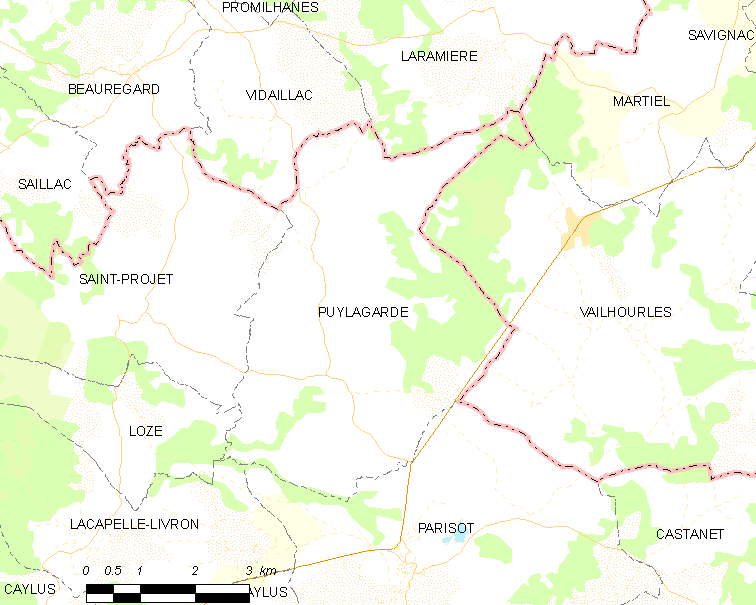
皮拉加尔德的OSM定位图

皮拉加尔德的时区为UTC+01:00、UTC+02:00（夏令时）。

## 行政
皮拉加尔德的邮政编码为82160，INSEE市镇编码为82147。

## 政治
皮拉加尔德所属的省级选区为凯尔西-鲁埃格县。

## 人口

1962-2008年间皮拉加尔德人口变化图示

皮拉加尔德于2022年1月1日时的人口数量为345人。